# Yua Aida
Yua Aida (あいだゆあ, Aida Yua) est une actrice japonaise de films pornographiques.

## Biographie
Yua Aida est née dans la préfecture d'Aichi, Japon le 12 août 1984.
Aida est une fille active qui s’implique dans différentes activités sportives dès l’école primaire. Elle pratique le tennis depuis qu'elle est à l’école élémentaire et poursuit ce sport jusqu'au collège. C’est aussi la discipline dans laquelle elle est la meilleure.
En abordant les études secondaires, l’art devient son nouveau centre d’intérêt. Elle attribue ce changement à sa mère. Aida rapporte que la vue de modèles dévêtues pendant qu’elle les peignait l’a aidée à se sentir plus à l’aise en commençant sa carrière dans la pornographie.
Ses études secondaires terminées, Aida commence à travailler à temps partiel. C’est à cette époque, faisant des courses à Tokyo, près de Shinjuku qu’elle est repérée par une agence de recrutement. Aida affirme ne pas être impressionnée par le dénicheur de talents mais lorsqu’elle rencontre le président de la firme elle pense « ce type est vraiment formidable. Je vais travailler pour lui »
En 2003, Aida commence par poser nue pour revues principalement destinées à une clientèle masculine. Elle fait ses débuts dans la vidéo réservée aux adultes en 2004 avec la sortie du DVD « Pichi-Pichi ». coproduit par KUKI et MAX-A. Aida y joue le rôle d’une élève écrivant un sujet sur l’ectasie. Elle trouve alors l’occasion de jouer avec divers autres acteurs de productions pornographiques.
Délaissant la fiction, le deuxième film d’Aida, Your Yua Aida (février 2004) aborde le style documentaire plus habituel dans les films pornographiques.
L’industrie du film pornographique reconnaît son apport le 20 mars 2006 en lui octroyant le Grand Prix de la meilleure actrice 2005 pour l'ensemble de sa carrière.
Le 12 juillet 2007, Aida fait savoir par l'intermédiaire de son blog qu’elle se retire du film pornographique tout en continuant à travailler en tant que gravure idol ainsi que pour des vidéos sans connotation pornographique telles que les « vidéo-images ».

## Filmographie (partielle)
| Titre du film                                                                                               | Producteur                  | Réalisateur                     | Date de parution                        |
| --- | --------------------------- | ------------------------------- | --------------------------------------- |
| Pichi Pichi Début vidéo                                                                                     | Calen/KUKI & MAX-A          | Yukihiko Shimamura 島村雪彦     | VHS: 23 janvier 2004 DVD: 26 mars 2004  |
| YOUR Yua Aida YOUR あいだゆあ                                                                               | Tank/KUKI & MAX-A           | Matsuda 松田                    | 27 février 2004                         |
| Voyage | Samantha/MAX-A マックスエー | Taira Takashima 高野平          | 26 mars 2004                            |
| Mine | Tank/KUKI 九鬼              | Harry Sugino ハリー杉乃         | 29 avril 2004                           |
| Praudia Praudia あいだゆあ                                                                                  | Samantha/MAX-A              | Yoshiho Fukuoka 福岡芳穂        | 21 mai 2004                             |
| The Naked 裸体 あいだゆあ                                                                                   | SHUFFLE                     | Kosuke Kisaragi 如月行介        | 25 mai 2004                             |
| MAXIMUM | KUKI                        |                                 | 25 juin 2004                            |
| LESSON 4 | Tank/KUKI                   | Harry Sugino                    | 27 juin 2004                            |
| Samantha サマンサ あいだゆあ DVD including Voyage & Praudia                                                 | MAX-A                       | Yoshiho Fukuoka Taira Takashima | 23 juillet 2004                         |
| Curved Line Beauties/Curvaceous Beautiful Lady 曲線美人                                                     | Samantha/MAX-A              | Toshio トシオウ                 | 30 juillet 2004                         |
| Sweat 発汗                                                                                                  | Tank/KUKI                   | Harry Sugino                    | 25 août 2004                            |
| Female Teacher Hunt 女教師狩り in あいだゆあ                                                                | Samantha/MAX-A              | Yukihiko Shimamura              | 28 septembre 2004                       |
| Tell You / I Will Teach You 教えてあげる あいだゆあ                                                         | Tank/KUKI                   | Hajime Kitano 北野元            | 28 octobre 2004                         |
| KUBIRE DVD containing two previous works                                                                    | KUKI                        | Hajime Kitano                   | 29 octobre 2004                         |
| Samantha Yua Aida Vol.2 サマンサ あいだゆあ Vol.2 DVD containing Curved Line Beauties & Female Teacher Hunt | MAX-A                       | Toshio Yukihiko Shimamura       | 28 novembre 2004                        |
| Welcome to Max Café! Max Cafeへようこそ！あいだゆあ                                                         | Samantha/MAX-A              | Yukihiko Shimamura              | VHS: 30 novembre 2004 DVD: 29 mars 2005 |
| Doctor | Tank/KUKI                   | Horinaka Sabasu サバス堀中      | 22 décembre 2004                        |
| If… / Yua Aida                                                                                              | MAX-A                       | Taira Takano                    | 28 janvier 2005                         |
| KUKI ALL STAR CLIPS                                                                                         | KUKI                        |                                 | 25 février 2005                         |
| Powers DVD containing DOCTOR & South Pole 2 + extras                                                        | KUKI                        | Horinaka Sabasu JUNGO           | 25 février 2005                         |
| The South Pole 2 南極2号 あいだゆあ                                                                         | KUKI                        | JUNGO                           | 27 février 2005                         |
| Night Yua ナイト Yua                                                                                        | Samantha/MAX-A              | Toshio                          | 25 mars 2005                            |
| The Naked "MAPPA" 真裸【MAPPA】 あいだゆあ                                                                  | SHUFFLE                     | Kosuke Kisaragi                 | 30 mars 2005                            |
| Lusting Uniform Collection 欲情制服コレクション                                                             | MAX-A                       | Toshio                          | 29 avril 2005                           |
| Fin. | KUKI                        |                                 | 29 avril 2005                           |
| ENDLESS エンドレス あいだゆあ                                                                               | KUKI                        | Gaspel ガスペル                 | 30 avril 2005                           |
| ギリギリモザイク                                                                                            | S1 エスワン                 | 秋秀人                          | 7 mai 2005                              |
| 極小モザイクはじめました。                                                                                  | StyleArt スタイルアート     | Horinaka Sabasu                 | 20 mai 2005                             |
| History History あいだゆあ                                                                                  | MAX-A                       | Toshio                          | 27 mai 2005                             |
| Samantha / Yua Aida Vol.3 サマンサ あいだゆあ Vol.3                                                         | MAX-A                       |                                 | 28 mai 2005                             |
| Yua Aida's Costume Play あいだゆあのコスプレしちゃった！！                                                  | Style Art                   | Chibikuro                       | 19 juin 2005                            |
| Premium BEST / Yua Aida プレミアムBEST あいだゆあ                                                           | MAX-A                       |                                 | 23 septembre 2005                       |
| Sex On The Beach 南の島でパコパコ！                                                                         | S1                          | Hideto Aki                      | 7 juillet 2005                          |
| Kirei na Sex キレイナセックス                                                                               | Consent                     |                                 | 13 juillet 2005                         |
| Soap Land Sexual Services 妄想的特殊浴場                                                                    | S1                          | Hideto Aki                      | 7 septembre 2005                        |
| Tits TANK Angels 14 乳TANKの天使たち 14                                                                     | KUKI                        |                                 | 24 septembre 2005                       |
| Yua's Moist Concentrate Sex ゆあのネットリ濃厚セックス                                                      | S1                          | Tadanori Usami                  | 7 octobre 2005                          |
| Blur File, Yua Aida ブルーファイル あいだゆあ                                                               | MAX-A                       |                                 | 21 octobre 2006                         |
| Feeling Ecstacy                                                                                             | Style Art                   |                                 | 19 mars 2006                            |
| Naked Body, Evolution 裸体 evolution あいだゆあ                                                             | SHUFFLE                     |                                 | 25 octobre 2006                         |
| All-Star Cast, New Mosaic Standard ＫＵＫＩ オールスター新基準モザイクスペシャル                            | KUKI                        |                                 | 23 février 2007                         |

## Albums photos
- Blue (23 janvier 2004)  (ISBN 4-89461-964-4)
- Tide (21 décembre 2004)  (ISBN 4-575-29774-7)
- KARAMI 28 (31 mai 2005)  (ISBN 4-7769-0089-0)
- LOVEx #11 (28 septembre 2005)  (ISBN 4-7788-0033-8)
- UTOPIA by Isamu Ueno (23 mai 2006)  (ISBN 4-7756-0128-8)

## Crédits
- (en) Cet article est partiellement ou en totalité issu de l’article de Wikipédia en anglais intitulé « Yua Aida » (voir la liste des auteurs).